# جعفرآباد (قائنات)
جعفرآباد روستایی در دهستان قائن بخش مرکزی شهرستان قائنات استان خراسان جنوبی ایران است. بر پایه سرشماری عمومی نفوس و مسکن در سال ۱۳۹۰ جمعیت این روستا ۲۵۲ نفر (در ۶۲ خانوار) بوده‌است.